# Andigena hypoglauca
El tucán andino pechigrís o Terlaque andino (Andigena hypoglauca) es un miembro del género de tucanes Andigena, propio de los bosques andinos de Colombia, Perú, Ecuador preferentemente entre los 2.400 y 3.400 m de altitud, pero puede encontrarse entre los 2.000 y 3.650 m s. n. m. Es un ave amenazada por la pérdida de hábitat.

## Descripción
Mide en promedio 46 cm de longitud. El pico mide entre 8,9 y 10,2 cm de largo y es coloreado, en la parte inferior amarillo en la base y negro hacia la punta, en la parte superior amarillo en la base separado por una franja negra delgada del resto que es rojo. Corona y nuca hasta los lados  de la cabeza negras; anillo ocular azul turquesa; dorso y cara anterior de las alas marrón oliváceo; rabadilla superior amarilla y cola negruzca con punta color castaño. Un collar bajo la nuca, el vientre y el pecho color azul grisáceo; la rabadilla inferior roja.

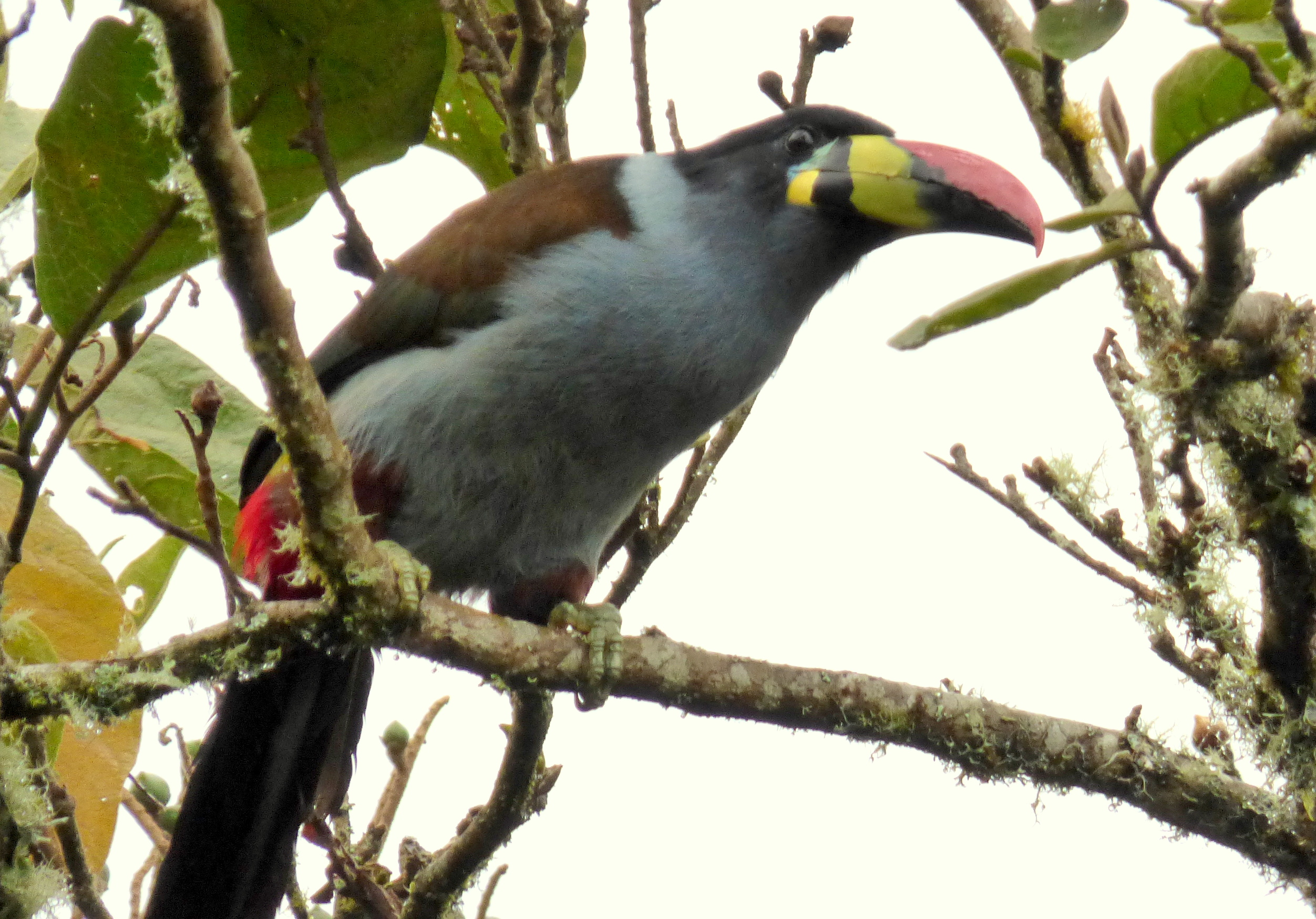
Tucán pechigrís en estado salvaje.

## Alimentación
Busca alimento en pareja o en grupos pequeños en los niveles altos de los árboles. Es frugívoro y ocasionalmente consume vertebrados pequeños. Consume frutos de por lo menos 43 especies.